# Gmina Älvkarleby
Gmina Älvkarleby (szw. Älvkarleby kommun) – gmina w Szwecji, w regionie Uppsala, z siedzibą w Skutskär.
Pod względem zaludnienia Älvkarleby jest 234. gminą w Szwecji. Zamieszkuje ją 9041 osób, z czego 49,53% to kobiety (4478) i 50,47% to mężczyźni (4563). W gminie zameldowanych jest 325 cudzoziemców. Na każdy kilometr kwadratowy przypada 43,47 mieszkańca. Pod względem wielkości gmina zajmuje 245. miejsce.